# Blagaj (Slunj)
Blagaj je naselje u Republici Hrvatskoj, u sastavu grada Slunja, Karlovačka županija. 

## Povijest
Knezovi Blagajski vjerojatno početkom 15. st., knezovi Blagajski su na klisuri ponad Korane kod Hrvatskog Blagaja podigli utvrđeni grad Blagaj na Korani, u starije doba znan kao Blagajski Turanj.

## Stanovništvo
Prema popisu stanovništva iz 2001. godine, naselje je imalo 38 stanovnika te 16 obiteljskih kućanstava.

Prema popisu stanovništva 2011. godine naselje je imalo 27 stanovnika.
| broj stanovnika | 483   | 562   | 533   | 574   | 585   | 649   | 553   | 626   | 487   | 417   | 345   | 219   | 104   | 128   | 38    | 27    | 24    |
|                 | 1857. | 1869. | 1880. | 1890. | 1900. | 1910. | 1921. | 1931. | 1948. | 1953. | 1961. | 1971. | 1981. | 1991. | 2001. | 2011. | 2021. |